# Graeme Atkinson
Graeme Atkinson är en journalist verksam på den brittiska tidningen Searchlight. Dessförinnan arbetade han som lokalredaktör för det dåvarande brittiska kommunistpartiet CPGB:s tidning Morning Star, som han sparkades från efter att han tigit om att ha utsatts för värvningsförsök från KGB under en resa till Bulgarien 1985. Han deltar även i samarbeten med den svenska tidningen Expo. Graeme Atkinson är internationell koordinator för antifa-net, en sammanslutning av så kallade antifascistiska organisationer i Europa.